# Brzeźno (powiat Toruński)
Brzeźno is een dorp in het Poolse woiwodschap Koejavië-Pommeren, in het district Toruński. De plaats maakt deel uit van de gemeente Lubicz en telt 370 inwoners.